# 本篤十六世教宗牧徽

拉辛格樞機時期的牧徽

本篤十六世教宗牧徽是由安德肋·科爾德羅·蘭扎·迪·蒙特澤莫洛總主教（後來晉升為樞機）於2005年教宗選舉秘密會議不久後設計。

## 盾
牧徽中盾的形狀隨著藝術家的不同而改變。在官方宣布的本篤十六世牧徽設計中，選擇了杯狀作為盾的形狀。

### 紋章
紋章的外型為一個紅色為底的盾牌，披掛著金色的布幕，形成中間下層為紅色而左右上部以金色為底色的三部分。在紅色部分有個金色扇貝；而在以盾牌角度而言的右方（對端者而言是左方）金色部分上有一個摩爾人頭像，該頭像有著棕色的肌膚及黑髮，頭頂紅色的王冠及掛著紅色耳環並圍著紅色領巾；另一個金色部分上則有一隻爬行中的棕熊，背上還背負著紅色的包袱以黑繩綁住。 

### 寓意物
該牧徽的寓意物——摩爾人的頭像、高比寧之熊以及扇貝都曾出現於拉辛格擔任慕尼黑-弗賴辛總教區總主教時期的牧徽。然而，這些寓意物不僅僅代表他的出生，也代表他信任著天主，以及受召傳播世人天主教信仰的意涵。

#### 扇貝
扇貝殼有多重意涵。希波的奥斯定曾說沿著海岸散步，邊沉思著神秘且深不可測的三位一體。一位男孩將海水，經由殼上的小孔洞，倒入了殼內。當奧斯定詢問他在做什麼，他回答：「我要將海水全部倒入洞裏面。」奧斯定從這個事件領悟到，人們永遠無法參透天主最深沉的奧秘。若瑟·拉辛格在1953年獲任樞機時拉辛格於1977年才獲擢升為樞機。，他寫了一篇文章《在奧斯定教導下，天主的子民與天主之家都是永遠的教會》（The People of God and the House of God in Augustine's Teaching is always about the Church），而扇貝貝殼也在他封為教會聖師後，有著一層個人的連結。
扇貝貝殼也是聖洗聖事的一個隱喻。在天主教會，海貝殼通常會裝滿水，高舉到小孩頭上並澆灌。因此，貝殼喚起了成為基督徒生活基礎的儀式（洗禮）意象。
貝殼也代表者朝聖。

#### 弗賴辛的摩爾人

弗賴辛總教區總主教紋章中，弗賴辛的摩爾人頭像

在本篤十六世牧徽左上方所繪的頭像為「弗賴辛的摩爾人」，這是一個保留在歷任弗賴辛總教區總主教牧徽上的紋章傳承符號。這個約在八世紀時開始出現的符號為弗賴辛教區的傳統符號，到了1818年弗賴辛教區升格為都總教區依然被沿用著，首位使用該符號的主教或總主教已不可考了。典型上的頭像有朝左的側臉，且有著褐色的肌膚和紅色的嘴唇。此外皇冠和衣領也是這個符號的特徵之一。
雖然外型及特徵不全然相同，但除了「弗賴辛的摩爾人」外，作為一種傳承符號摩爾人的頭像在歐洲的紋章中十分常見。直到今日的薩丁尼亞島和科西嘉島的徽章中依然保有這符號。也被使用在貴族的家紋中。只是在義大利地區，摩爾人頭像經常是在頭部環繞著白色的布條，在日耳曼地區則是使用皇冠。

#### 科比尼亞諾之熊
盾牌右上方那頭揹負物體的熊，稱為「高比寧熊」。在天主教傳說中聖高比寧在一次前往羅馬的旅途中遇上一隻熊，其用來載運行李的馬被熊吞噬。於是他命令熊代替那隻馬來搬運他的行李，直到他抵達羅馬後才將熊釋放。由於聖高比寧是弗賴辛教區的首位主教以及該地的主保聖人，在巴伐利亞傳教上建有極大的功績。這個符號的意涵除了有取自傳說中代表基督信仰的天主教聖人馴服了代表異教的熊的意涵外，也從背負重物這一環代表著本篤十六世所肩負的重責。

## 額外裝飾

宗座瑞士近衛隊旗，包含了經修飾且加了三重冕的本篤十六世教宗牧徽

傳統上來說，教宗的牧徽只會額外加上帶有垂布的三重冕，與代表聖伯多祿磐石的交叉鑰匙，不加上格言與其他物件。三重冕代表著教宗權威的腳色，而鑰匙則代表天上與地上束縛與解放的力量（Matt 16:19）。本篤十六世的牧徽維持著鑰匙的物件，但改為一個主教冠與一個羊毛披帶替代三重冕。三重冕與鑰匙仍然象徵著教宗，並且出現在聖座徽章與梵蒂岡國旗上。

### 主教冠
在本篤十六世的牧徽當中，三重冕被替換成一個銀色主教冠，帶有三條黃色色帶。這些色帶呼應了三重冕的三層結構，代表著聖統、司法和訓導三個權力。這些色帶保留了其意義，並結合在中心，顯示這些權力集中於一人身上。

### 羊毛披帶
帶有紅色十字的披带也是新加入牧徽的物件。這代表著主教的角色在於成為一位牧養基督託付羊群的牧羊人。牧徽中羊毛披帶的形狀，與總主教所使用的羊毛披帶相同（但總主教披帶上的十字為黑色），而不是本篤十六世就任時穿戴的較大羊毛披帶。

## 爭議

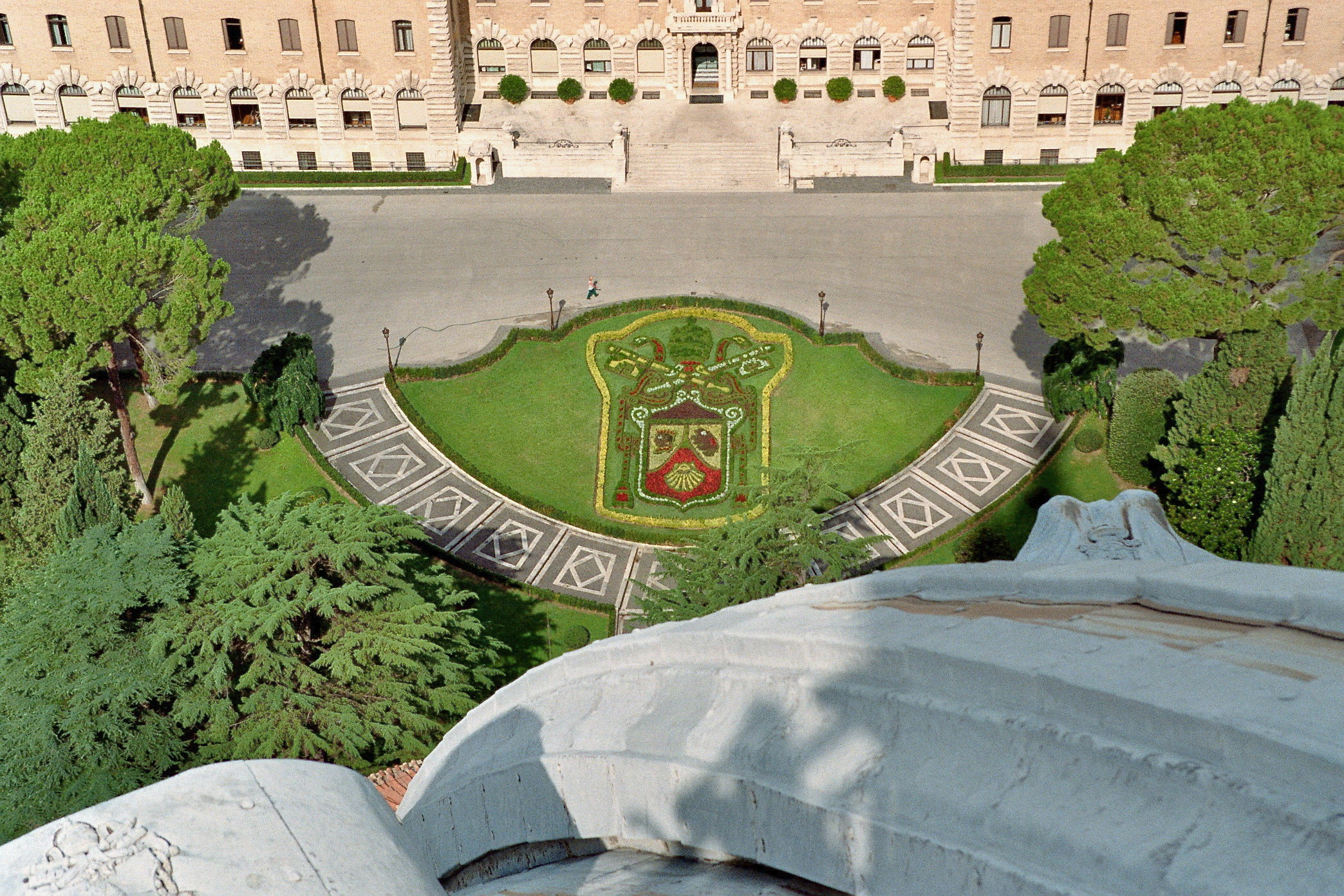
梵蒂岡花園中帶有三重冕的教宗牧徽

## 外部連結
- . Vatican.   [May 28, 2005]. （原始内容存档于2011-09-29）.
- . EWTN.   [May 18, 2005]. （原始内容存档于2020-08-23）.
- . American Heraldry Society.   [June 8, 2005].[永久]